# Solanum venturii
Espèce
Solanum venturii est une espèce de plante herbacée tubéreuse de la famille des Solanaceae, originaire  d'Argentine (Amérique du Sud). C'est une espèce de pomme de terre sauvage classée dans la section Petota du genre Solanum, au génome diploïde (2n = 2x = 24).

## Distribution et habitat
Cette espèce est endémique des provinces du nord-ouest de l'Argentine, qui se rencontre entre 1900 et 3000 mètres d'altitude dans les régions de Catamarca, Jujuy, La Rioja, Salta et Tucumán.